# ترينتون (مقاطعة واشنطن)
ترينتون، مقاطعة واشنطن (بالإنجليزية: Trenton, Washington County, Wisconsin)‏ هي بلدة تقع بولاية ويسكونسن في الولايات المتحدة. تبلغ مساحتها 86.7 (كم²)، وترتفع عن سطح البحر 274 م .

## السكان
بلغ عدد سكانها 4440 نسمة في عام 2000 حسب إحصاء مكتب تعداد الولايات المتحدة وتصل الكثافة السكانية فيها 51.3 نسمة/كم2.

## وصلات خارجية
- The US50 - Cities and Towns in Wisconsin State
- Wisconsin Cities and Towns, Facts, Map, Flag, Colleges, Government, and More